# Demanda biológica de oxígeno

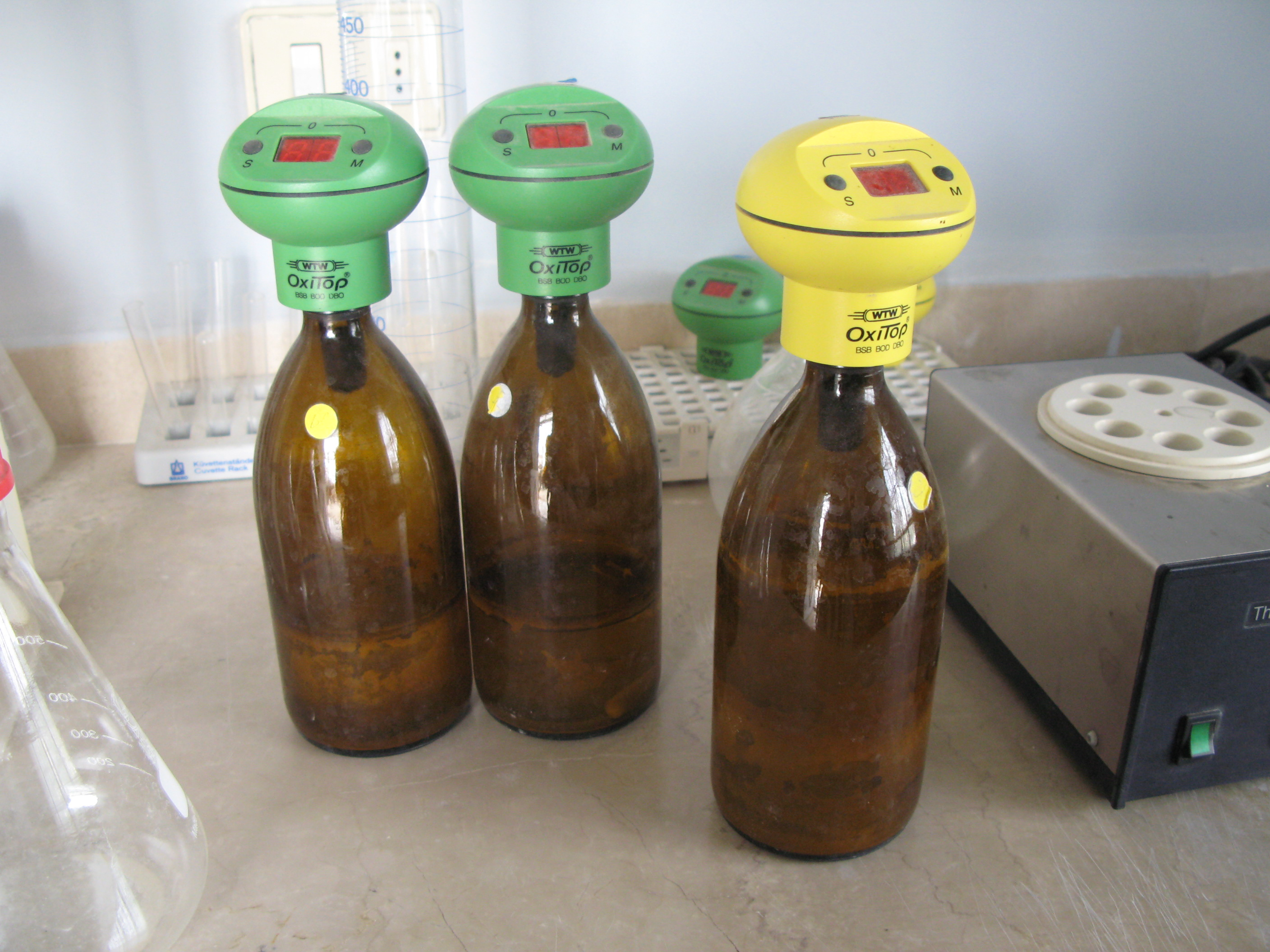
Botellas para el ensayo de determinación de DBO con sensores digitales en el laboratorio de una planta depuradora.

La demanda bioquímica (o bioquímica) de oxígeno (DBO) es un parámetro de calidad del agua que permite establecer la cantidad de dioxígeno consumido, mediante oxidación microbiana, necesario para degradar la materia orgánica presente en una muestra líquida.  La oxidación microbiana incide principalmente sobre la materia orgánica presente, tanto en disolución como en suspensión, por lo que el parámetro DBO, es un estimador del grado de contaminación del agua por materia orgánica. El procedimiento consiste en saturar de oxígeno atmosférico una cantidad determinada de muestra y medir el oxígeno disuelto. Acto seguido se deja la muestra en una estufa de cultivos a 20 °C y en ausencia de luz, para que no proliferen algas fotosintetizadoras. Transcurrido un tiempo se vuelve a determinar el oxígeno disuelto, estableciendo, por diferencia, el oxígeno consumido por los microorganismos. Puesto que la degradación de la materia orgánica por microorganismos es un proceso lento, normalmente se mide transcurridos cinco días de incubación (DBO5) y el resultado se expresa en miligramos de oxígeno diatómico por litro (mg O2/L).

## Fundamento
Las aguas naturales (marina o continental) contienen materia orgánica que puede tener diferentes orígenes. Pueden proceder de la flora o de la fauna residente o presente en sus inmediaciones, o puede proceder de la contaminación por vertidos. Esta última, cuando se produce en ríos y lagos  disminuye a medida que aumenta la distancia aguas abajo de la fuente debido a la dilución, pero también disminuye por las bacterias presentes en el agua, las cuales degradan la materia orgánica contaminante para obtener de ella los nutrientes necesarios para sustentar su propia existencia. En principio, esta degradación y eliminación de la materia orgánica puede ser llevada a cabo tanto por bacterias aerobias como anaerobias, es decir, la degradación biológica de la materia orgánica se produce tanto en condiciones anaerobias como aerobias. Sin embargo, el proceso aerobio es mucho más eficaz y rápido que el proceso anaerobio, por lo que los estudios de DBO se llevan a cabo favoreciendo las condicione aerobias para facilitar la proliferación de las bacterias aerobias en detrimento de las anaerobias, utilizando oxígeno disuelto (OD) en el proceso. La cantidad de oxígeno necesaria para mantener activas a las bacterias aerobias, hasta la descomposición de la materia orgánica, en una unidad de volumen de muestra es lo que se denomina demanda bioquímica de oxígeno (DBO).
Por consiguiente el parámetro DBO, además de permitir conocer el contenido de materia orgánica de las aguas naturales, puede servir como medida de la contaminación orgánica por lo que su determinación se hace de forma rutinaria en plantas de tratamiento de aguas residuales y laboratorios de calidad del agua. Si hay demasiada contaminación orgánica y, en consecuencia, la DBO es demasiado alta, el oxígeno disuelto puede disminuir demasiado para sustentar la vida acuática.  La mayoría de las masas de agua tienen cierta capacidad para degradar residuos orgánicos; sin embargo, surgen problemas cuando el agua receptora se sobrecarga con residuos orgánicos que requieren oxígeno para su descomposición. Si la capacidad de limpieza natural de la masa de agua se ve superada, todo el OD puede agotarse, lo que provoca la muerte de los peces u otros organismos acuáticos aerobios. En estos términos, la calidad del agua para suministro urbano y consumo humano puede ser descrita, en función de los valores de DBO5 como:
- Muy pura: < 1 mg de O2/L
- Relativamente pura: 1-3 mg de O2/L
- De calidad dudosa: 3-5 mg de O2/L
- Contaminada: >5 mg de O2/L . No útil para consumo humano

Estos niveles de  calidad se refieren principalmente a aguas naturales presentes en ríos o lagos; sin embargo, los efluentes con vertidos de aguas industriales o municipales suelen tener valores muy por encima de estos, que pueden llegar a sobrepasar los 300 mg de O2/L. En estos casos es obligatorio el tratamiento previo del agua para reducir la DBO5 (incubación a 20 °C) a niveles inferiores a 25 mg de O2/L antes de ser vertidas a los cauces.

## Determinación
El método de ensayo se basa en medir el dioxígeno consumido por una población microbiana en condiciones en las que se han inhibido los procesos fotosintéticos de producción de dioxígeno en condiciones que favorecen el desarrollo de los microorganismos. La curva de consumo de dioxígeno suele ser al principio débil y después se eleva rápidamente hasta un máximo sostenido, bajo la acción de la fase logarítmica de crecimiento de los microorganismos.
Es un método aplicable en aguas continentales (ríos, lagos o acuíferos), aguas negras, aguas pluviales o agua de cualquier otra procedencia que pueda contener una cantidad apreciable de materia orgánica. Este ensayo es muy útil para la apreciación del funcionamiento de las estaciones depuradoras. No es aplicable, o difícil de aplicar, a las aguas potables, ya que al tener un contenido muy bajo de materia oxidable la precisión del método no sería adecuada. En este caso se utiliza el método de oxidabilidad con permanganato de potasio o, más habitualmente, la demanda química de oxígeno, DQO, que es un parámetro de calidad del agua alternativo a la DBO o el Carbono Orgánico Total (COT), parámetro que indica el contenido de carbono orgánico, independientemente de que sea oxidable química o biológicamente. 
El periodo de incubación para la determinación de la DBO está fijado en 5 días (DBO5) y tiene su origen en el Reino Unido. Se eligieron cinco días como período de prueba adecuado, ya que supuestamente es el tiempo más largo que tarda el agua de un río británico en viajar desde su nacimiento hasta su desembocadura en el mar. No obstante se han investigados otros periodos de incubación. Períodos de 1, 2, 5, 10 y 20 días se utilizaron hasta mediados del siglo XX. En cualquier caso, el protocolo de prueba de 5 días con resultados aceptablemente reproducibles que enfatiza la DBO carbonácea ha sido avalado por la Agencia de Protección Ambiental de los Estados Unidos (EPA). Este resultado de la prueba de DBO de 5 días puede describirse como la cantidad de oxígeno que necesitan los microorganismos acuáticos para estabilizar la materia orgánica degradable en condiciones aeróbicas. En definitiva, el método pretende medir, en principio, exclusivamente la concentración de contaminantes orgánicos. Sin embargo, la oxidación de la materia orgánica no es la única causa del fenómeno, sino que también intervienen la oxidación de los nitritos y de las sales amoniacales, susceptibles de ser también oxidadas por las bacterias en disolución. Para evitar este hecho se añade N-aliltiourea como inhibidor. Además, influyen las necesidades de dioxígeno originadas por los fenómenos de asimilación y de formación de nuevas células.

### Procedimiento de ensayo (método por dilución)
El objeto del ensayo consiste en medir la cantidad de oxígeno diatómico disuelto en un medio de incubación al comienzo y al final de un período de cinco días, durante el cual la muestra se mantiene al abrigo del aire, a 20 °C y en la oscuridad, para inhibir la eventual formación de oxígeno por las algas mediante la fotosíntesis (DBO5). Las condiciones de la medida, en las que el agua a estudiar está en equilibrio con una atmósfera cuya presión y concentración en oxígeno permanecen constantes, se acercan así a las condiciones reales de la auto depuración de un agua residual. Además de medir el oxígeno necesario para la degradación bioquímica de la materia orgánica, la prueba de DBO también mide la cantidad de oxígeno utilizada para oxidar formas reducidas de nitrógeno, así como sustancias inorgánicas como el hierro ferroso y los sulfuros. El oxígeno disuelto (OD) se mide al principio y al final del período de incubación, y la DBO representa la diferencia entre el OD inicial y el final:
{\displaystyle DBO_{5}=OD_{0}-OD_{5}} (mg de O2/L)
Sin embargo, en la mayoría de las aguas continentales, sobre todo las de lagos, embalses y tramos medios y bajos de los ríos, el contenido de materia orgánica es superior a los 9 mg de O2/L, que es la máxima cantidad de oxígeno que puede llegar a satura el agua. Por consiguiente, para poder llevar a cabo el ensayo, es necesario diluir las muestras con agua libre de materia orgánica antes de la incubación. Además, al agua de dilución se añaden nutrientes como nitrógeno, fósforo y metales traza y también se tampona para garantizar que el pH de la muestra incubada se encuentre en un rango adecuado para el crecimiento bacteriano. En este caso, es necesario tener en cuenta el factor de dilución, con lo que la expresión anterior para el cálculo de la DBO5 queda:
{\displaystyle DBO_{5}=P\times (OD_{0}-OD_{5})}
 

Siendo P la relación entre el volumen final, después de la dilución y el volumen inicial de muestra

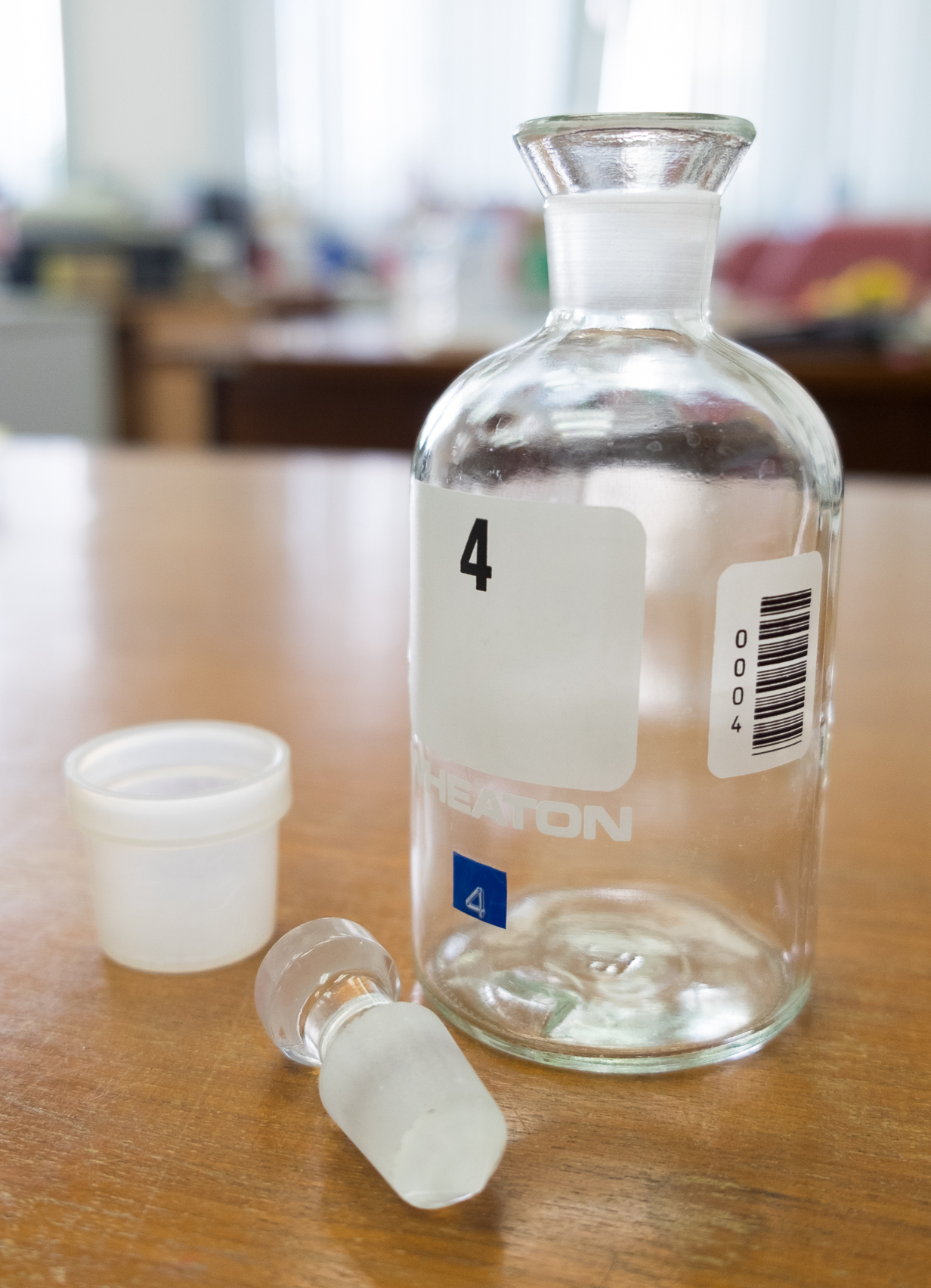
Botella para determinación de DBO

Cuando se analizan muestras que no contienen una gran población de microorganismos, como los efluentes desinfectados, es necesario sembrar la muestra con un cultivo bacteriano mixto, generalmente obtenido de una planta de tratamiento de aguas residuales. La mayoría de las aguas superficiales y residuales contienen una cantidad suficiente de bacterias, por lo que no se requiere la siembra. En caso de sembrado, será necesario tener en cuenta el efecto que tendrá sobre la dilución de la muestra el volumen de siembra añadido y aplicar, al cálculo final el factor de corrección que corresponda.

### Medida del oxígeno disuelto
La determinación del parámetro DBO5  se realiza mediante medidas de la concentración oxígeno disuelto en el agua en el momento del comienzo de la incubación y al final del quinto día. Las muestras para análisis se recolectan utilizando una botella especial de DBO: una botella de vidrio con cuello de tortuga y tapón de vidrio esmerilado. Una vez tomada la muestra y realizada la oportuna dilución se satura por agitación y se divide las muestra en varias porciones de igual volumen. En algunas de estas porciones se mide el oxígeno disuelto. Dichas medidas sirven como referencia (OD0). El resto de las pociones se colocan en la estufa de cultivos y se dejan en incubación. Transcurrido el periodo de cinco días de incubación, se vuelve a determinar la concentración de oxígeno que queda sin consumir por las bacterias (OD5). Los principales procedimientos de medida del oxígeno disuelto suelen ser alguna variante del método de Winkler  o con un medidor de oxígeno (oxímetro) dotado de un sensor adecuado tipo electrodo de Clark o similar.